# Polarsternium magnum
Polarsternium magnum är en ringmaskart som beskrevs av Smirnov 2005. Polarsternium magnum ingår i släktet Polarsternium och familjen skäggmaskar.
Artens utbredningsområde är Södra Ishavet. Inga underarter finns listade i Catalogue of Life.